# 魏均珩
魏均珩（英語：Wei Chun-heng，1994年7月6日—）是台灣射箭運動員。曾獲得2020年東京奧運射箭男子團體銀牌，2017年世界射箭錦標賽反曲弓男子個人銀牌。

## 生平
魏均珩來自桃園，父親是飛官，母親年輕時曾為田徑選手，弟弟魏均盷也是射箭選手。他就讀大竹國小三年級時開始接觸射箭運動，之後進入永豐高中、國立臺灣師範大學，接受正式射箭訓練。2015年夏季世界大學運動會期間，他參加三項射箭賽事，獲得男子團體及混合團體銀牌。同年在泰國曼谷舉行的2015年亞洲射箭錦標賽中，他和雷千瑩搭檔擊敗韓國組合李祐錫、張惠珍獲得混合團體冠軍。此外，他於2016年奧運選拔賽上射出男子第二名的成績，成功當選奧運國手。2017年夏季世界大學運動會，他和搭擋鄧宇成、彭士誠奪得男子團體銀牌。2018年亞洲運動會，他和搭擋湯智鈞、羅偉旻在金牌戰打敗勁敵韓國奪得男子團體金牌，個人賽在八強賽以2-6敗給韓國李雨錫，止步八強。2021年代表中華台北代表團參加2020年東京奧運，共參加男子個人、男子團體兩項競賽， 男子團體項目與湯智鈞、鄧宇成搭檔獲得銀牌，追平中華隊隊史紀錄。 男子個人項目則在32強賽時遭到同為中華隊的湯智鈞淘汰。目前則在臺灣大學任教。

## 外部連結
- 魏均珩在World Archery（英语）
- 魏均珩在Olympics.com（英语）
- 魏均珩在Olympedia（英语）
- 魏均珩粉絲專頁